# Kaufmannia
Kaufmannia é um género botânico pertencente à família Primulaceae.
1. ↑  «Kaufmannia — World Flora Online». www.worldfloraonline.org. Consultado em 19 de agosto de 2020